# 中日三重サービスセンター
株式会社中日三重サービスセンター（ちゅうにちみえサービスセンター）は、新聞販売店に配送する新聞の折込広告の配送業務やフリーペーパーの発行などを行う中日新聞社の関連会社である。三重県全域と和歌山県新宮市の一部を営業の対象地域とする。

## 事業所
本社
三重県津市あのつ台1-1-2
担当地域：津市
桑名営業所
三重県桑名市大字大福字寺跡378-1
担当地域：桑名市、いなべ市、桑名郡木曽岬町、員弁郡東員町
四日市営業所
三重県四日市市ときわ5-2-48
担当地域：四日市市、三重郡菰野町・朝日町・川越町
鈴鹿営業所
三重県鈴鹿市飯野寺家町字城掛321-1
担当地域：鈴鹿市、亀山市
松阪伊勢営業所
三重県度会郡玉城町世古308-1-1
担当地域：松阪市、伊勢市、鳥羽市、志摩市、度会郡玉城町・度会町・大紀町・南伊勢町、多気郡多気町・明和町・大台町
紀州営業所
三重県尾鷲市桂が丘1353
担当地域：尾鷲市、熊野市、北牟婁郡紀北町、南牟婁郡御浜町・紀宝町、和歌山県新宮市
伊賀営業所
三重県伊賀市四十九町1814-4
担当地域：伊賀市、名張市

## 主な事業
- 折込広告の企画・立案
- 折込広告配送
- フリーペーパーの発行
- 各種事業、イベントの企画・立案・開催
- ダイレクトメール、全域配布等のデリバリー業務
- 中日新聞販売店によるダイレクトメール配達サービス「中日ダイレクトデリバリーサービス（CDDS）」
- 新聞広告の代理業務（中日新聞）

## 沿革
- 1981年7月 - 株式会社 四日市中日サービスセンター設立
- 1981年9月 - 株式会社 伊勢中日サービスセンター設立
- 1982年5月 - 株式会社 鈴鹿中日サービスセンター設立
- 1982年11月 - 株式会社 桑名中日サービスセンター設立
- 1983年4月 - 株式会社 松阪中日サービスセンター設立
- 1988年10月 - 株式会社 津中日サービスセンター設立
- 2003年10月 - 三重県内の中日新聞系サービスセンター6社が合併し、株式会社 中日三重サービスセンター設立
- 2021年9月 - 松阪営業所と伊勢営業所が統合、松阪伊勢営業所を設立

## フリーペーパー
※毎月第2・第4土曜日の中日新聞朝刊に折り込まれる。
- 桑員ホームニュース - 桑名市、いなべ市、桑名郡、員弁郡
- 四日市ホームニュース - 四日市市、三重郡
- 鈴亀ホームニュース - 鈴鹿市、亀山市
- Mie-Yell（みえーる） - 桑名市、いなべ市（一部を除く）、四日市市、鈴鹿市、亀山市、津市、松阪市、東員町、菰野町、川越町、朝日町